# Juan Carlos Bustriazo Ortiz
Juan Carlos Bustriazo Ortiz (* 3. Dezember 1929 in Santa Rosa (Argentinien); † 1. Juni 2010 ebenda) war ein argentinischer Autor.

## Leben
Bustriazo Ortiz arbeitete zunächst als Telegraphist in der gesamten Provinz. Später arbeitete er als Korrektor und Linotypist für die Tageszeitung La Arena. In den 1990er Jahren hielt er sich länger in einer psychiatrischen Anstalt auf.

## Werk
Er ist Autor von mehr als achtzig Titeln, doch ist der Großteil seines Werks bislang unveröffentlicht. Nur sechs Titel wurden bislang publiziert.
- Elegías de la Piedra que Canta (1969)
- Aura del estilo (1970)
- Unca Bermeja (1984)
- Los Poemas Puelches y Quetrales (1991)
- Libro del Ghenpín (2004)

Sein lyrisches Werk wird auch musikalisch rezipiert.